# Bactérivore
Ne pas confondre avec bactériophage, qui est un type de virus s'attaquant aux bactéries.
Un bactérivore est un organisme, exclusivement microscopique, qui se nourrit de bactéries.

## Exemples
En zoologie, de nombreuses espèces de nématodes, incluant l'animal modèle Caenorhabditis elegans, sont bactérivores. L'espèce Halicephalobus mephisto, qui est un extrêmophile, vivant à de grandes profondeurs, est également un bactérivore.
En phycologie, l'algue Cafeteria roenbergensis est également bactérivore.